# Neurosis hipocondríaca
En psicoanálisis, se llama neurosis hipocondríaca a una clase de neurosis que aparece en varias formas a través de diferentes trastornos psiquiátricos. Puede llegar a convertir a la enfermedad en una expresión de sentimiento de culpa. Los síntomas expresan tanto su angustia como una parte de auto castigo y llevan al paciente a un aislamiento total de naturaleza inmadura en el cual buscan obtener una gran protección y un cuidado exagerado.
En este caso se le debe informar al paciente sobre la situación neurológica que padece, para estimular su angustia con ayuda de especialistas y en algunos casos para que en sus episodios neuróticos exista un aislamiento entre el médico y el paciente; pues eso constituye un importante elemento de apoyo.